# Neowithius cubanus
Espèce
Synonymes
- Chelanops cubanus Banks, 1909

Neowithius cubanus est une espèce de pseudoscorpions de la famille des Withiidae.

## Distribution
Cette espèce est endémique de Cuba.

## Publication originale
- Banks, 1909 : Arachnida of Cuba. Estación Central Agronómica de Cuba, Second Report, II, p. 150-174.